# Église Saint-Hilaire de Mer
L'église Saint-Hilaire est une église catholique située à Mer, en France.

## Localisation
L'église est située dans le département de Loir-et-Cher, sur la commune de Mer en région Centre-Val de Loire.

## Historique
L'édifice est classé au titre des monuments historiques en 1912 et inscrit en 1955.
Construite au XIIe siècle, et remaniée au XVIe siècle, pour le clocher-porche, et en 1700 pour le reste du bâtiment, l'église est constituée d’un clocher-porche, d’une vaste nef lambrissée se terminant par une abside à trois pans et de deux chapelles côté sud [2].

### Liens externes

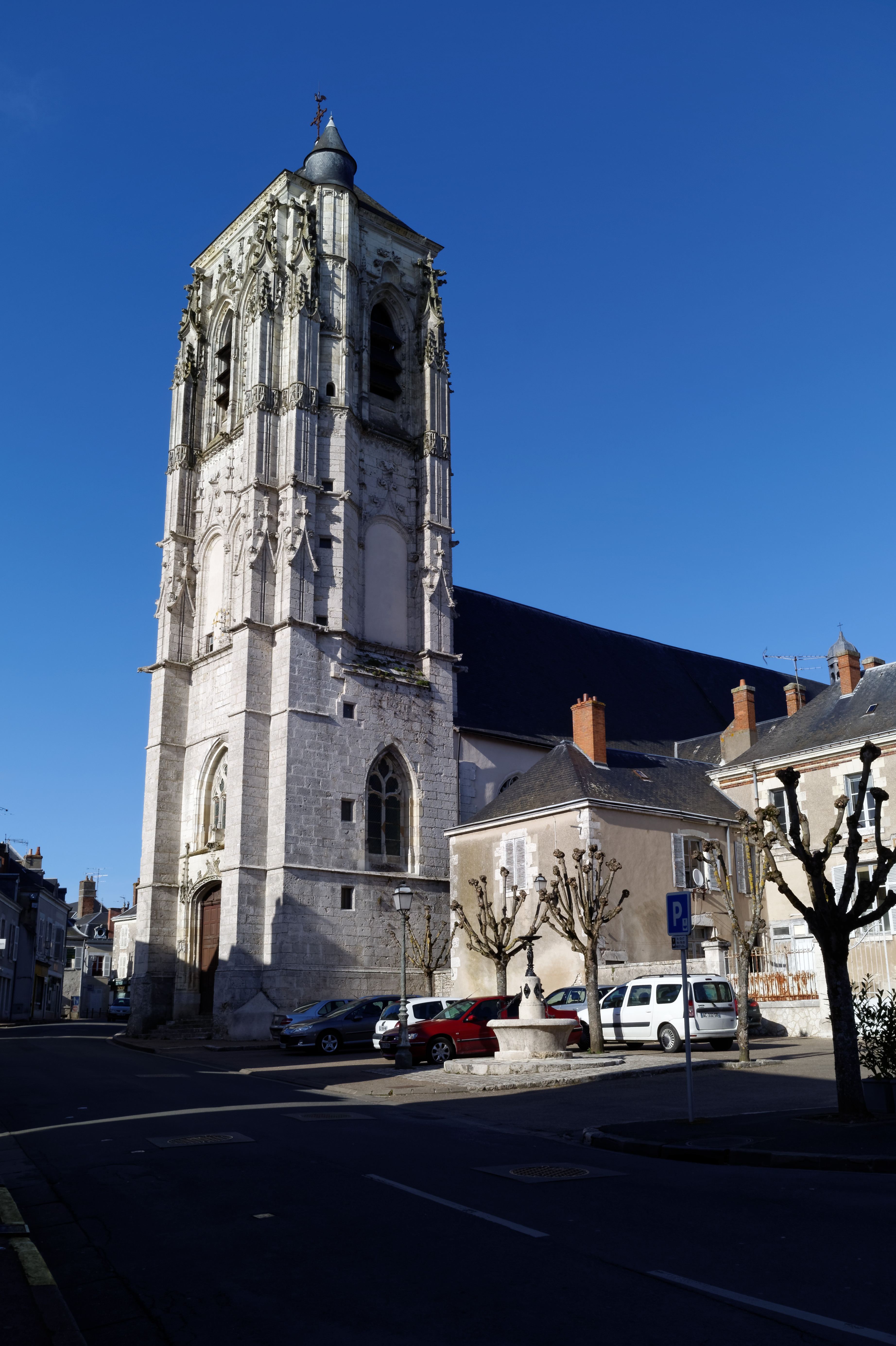
Eglise Saint Hilaire de Mer le clocher
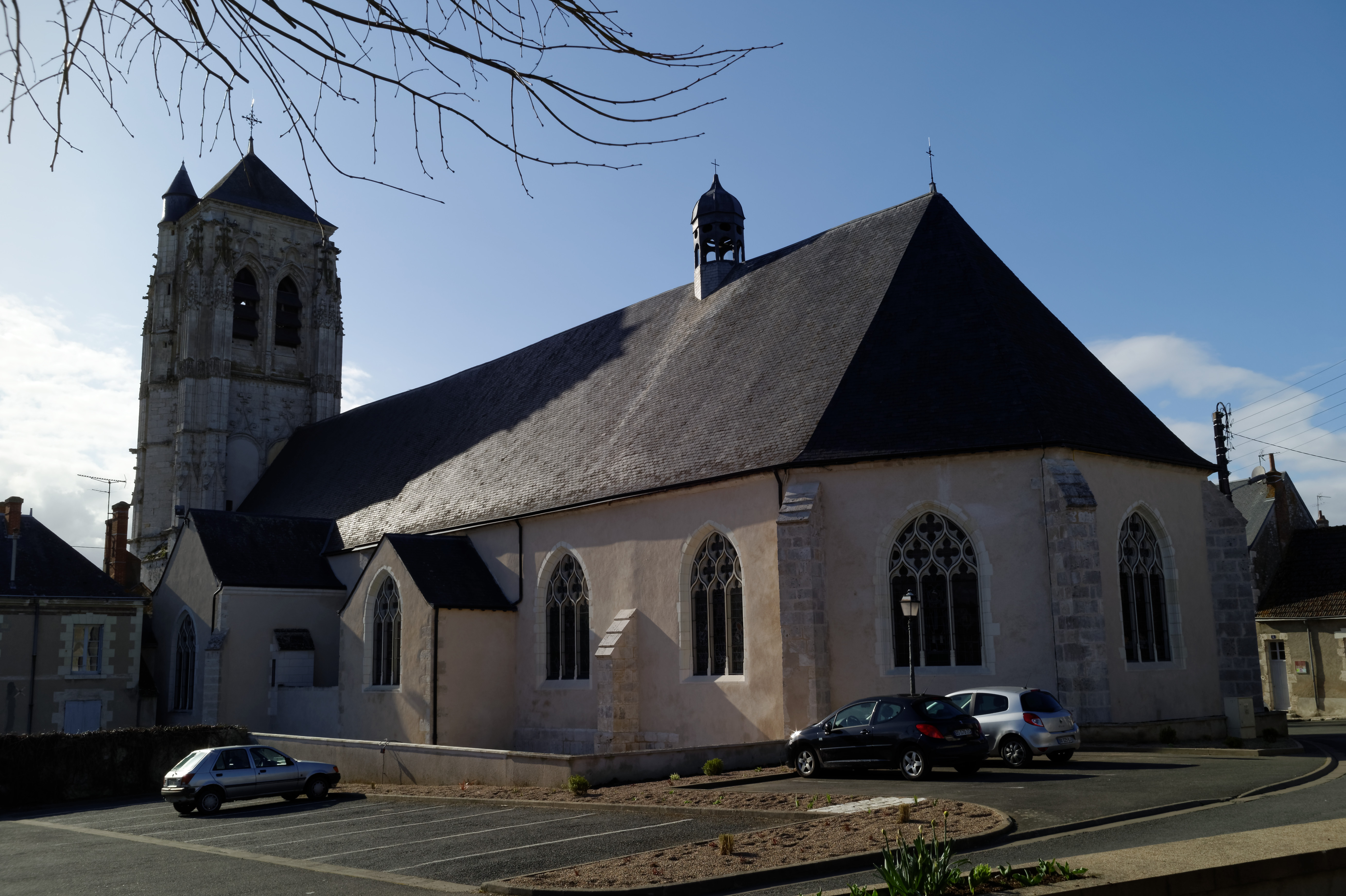
Eglise Saint Hilaire de Mer vue extérieure arrière
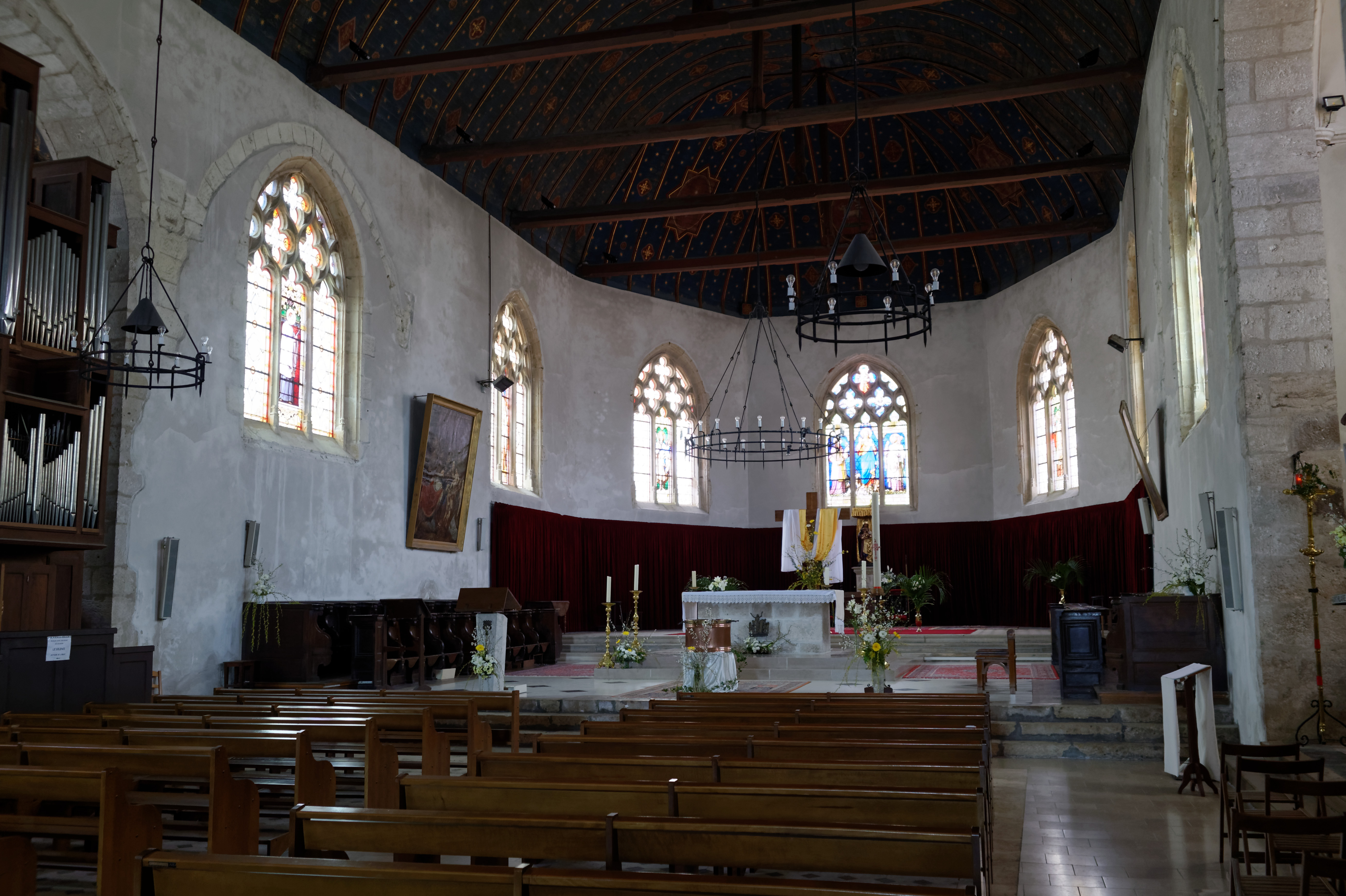
Église Saint-Hilaire de Mer le chœur.
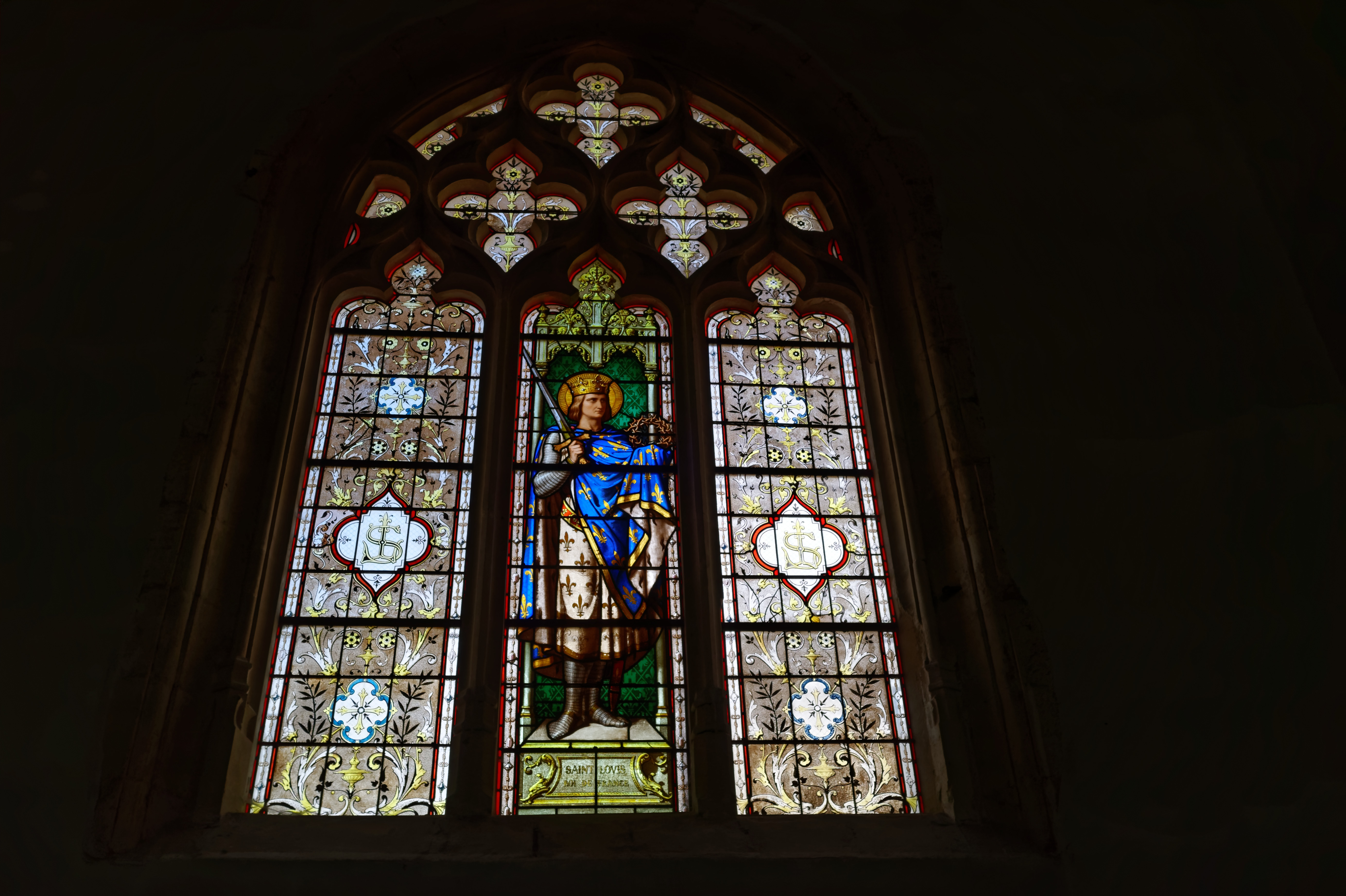
Église Saint-Hilaire de Mer vitrail de Saint Louis
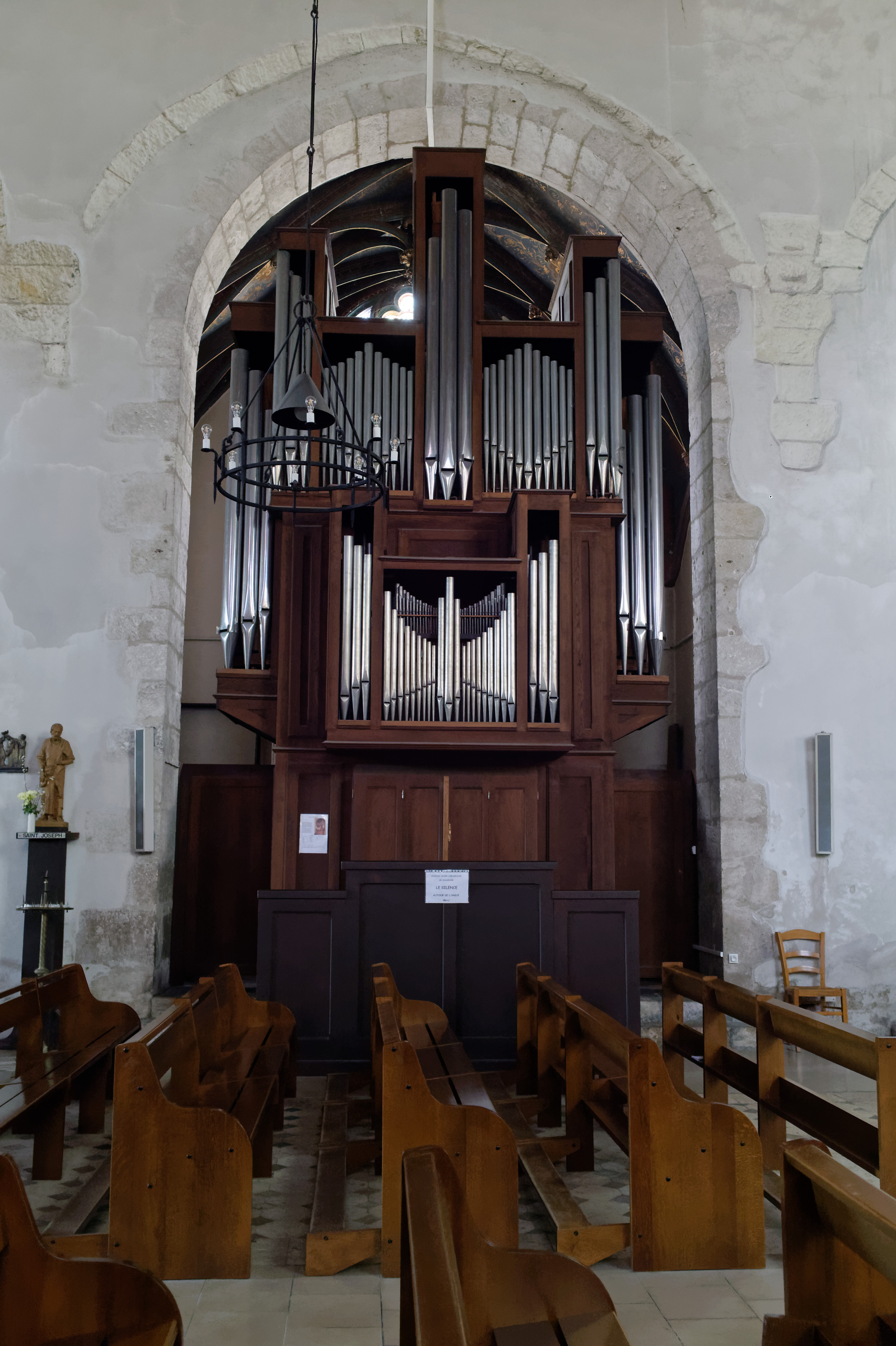
Église Saint-Hilaire de Mer l'orgue